# Västertjärnarna (Tåsjö socken, Ångermanland, 714831-149590)
Västertjärnarna är en sjö i Strömsunds kommun i Ångermanland och ingår i Ångermanälvens huvudavrinningsområde.